# أولاد احمد 2 (أولاد احمد 2)
أولاد احمد 2 هو دُوَّار يقع بجماعة دار بوعزة، إقليم النواصر، جهة الدار البيضاء سطات في المملكة المغربية. ينتمي الدوّار لمشيخة أولاد احمد 2 التي تضم 3 دواوير. يقدر عدد سكانه بـ 12851 نسمة حسب الإحصاء الرسمي للسكان والسكنى لسنة 2004.

## روابط خارجية
- البوابة الوطنية للجماعات الترابية
- المندوبية السامية للتخطيط